# L'assistente
L'assistente (in originale Der Gehülfe) è un romanzo dello scrittore svizzero di lingua tedesca Robert Walser, scritto a Berlino nel 1907 e pubblicato presso Bruno Cassirer nel 1908.

## Trama
Il protagonista, Joseph Marti (porta lo stesso cognome della madre dello scrittore), diventa assistente-segretario dell'ingegnere Carl Tobler, una specie di inventore bizzarro e sfortunato, ricco di idee ma assai poco pratico. Abita con lui che lavora nello scantinato della villa, accettando persino di essere trattato con sgarbo, però osservando e commentando le vicende della famiglia, fino al fallimento. Altri personaggi sono la moglie dell'ingegnere, Frieda, i quattro figli (Dora, Silvi, Edi e Walter), la governante Pauline, l'impiegato precedente Wirsich, dedito all'alcolismo, gli abitanti di Bärenswil (villaggio non lontano da una città dove si devono fare commissioni), alcuni dei quali sono invitati a una festa in giardino, mentre tutto pian piano si disfa.

Immagine dallo scatto

## Adattamenti cinematografici
- Der Gehülfe (Film), regia di Thomas Koerfer (1976)[1]

## Edizioni italiane
- L'assistente, traduzione di Ervino Pocar, con una nota di Carl Seelig, Torino, Einaudi, 1961. - Introduzione di Claudio Magris ("Davanti alla porta della vita"), Collana Nuovi Coralli n.200, Einaudi, 1978, ISBN 978-88-061-1810-5.
- L'assistente, traduzione di Cesare De Marchi, Collana Biblioteca n.732, Milano, Adelphi, 2022, ISBN 978-88-459-3669-2.